# Roman Jebavý
 Roman Jebavý  (Turnov, 16 de noviembre de 1989) es un tenista profesional checo.

## Carrera
Su ranking más alto a nivel individual fue el puesto n.º 297, alcanzado el 30 de septiembre de 2013. A nivel de dobles alcanzó el puesto n.º 51 el 15 de enero de 2018.
Ha ganado hasta el momento 2 torneo de la categoría ATP Challenger Series en su carrera y fue en la modalidad de dobles. También ha ganado varios títulos Futures tanto en individuales como en dobles.

## Títulos ATP (4; 0+4)

### Dobles (4)
| Legenda                   |
| Grande Slam (0)           |
| ATP World Tour Finals (0) |
| ATP Masters 1000 (0)      |
| ATP World Tour 500 (0)    |
| ATP World Tour 250 (4)    |

| N.º | Fecha                    | Torneo          | Superficie    | Pareja           | Oponentes en la final               | Resultado   |
| --- | ------------------------ | --------------- | ------------- | ---------------- | ----------------------------------- | ----------- |
| 1.  | 7 de mayo de 2017        | Estambul        | Tierra batida | Jiří Veselý      | Tuna Altuna Alessandro Motti        | 6-0, 6-0    |
| 2.  | 24 de septiembre de 2017 | San Petersburgo | Dura (i)      | Matwé Middelkoop | Julio Peralta Horacio Zeballos      | 6-4, 6-4    |
| 3.  | 4 de agosto de 2018      | Kitzbühel       | Tierra batida | Andrés Molteni   | Daniele Bracciali Federico Delbonis | 6-2, 6-4    |
| 4.  | 10 de febrero de 2019    | Córdoba         | Tierra batida | Andrés Molteni   | Máximo González Horacio Zeballos    | 6-4, 7-6(4) |

#### Finalista (4)
| N.º | Fecha                    | Torneo          | Superficie    | Pareja           | Oponentes en la final           | Resultado        |
| --- | ------------------------ | --------------- | ------------- | ---------------- | ------------------------------- | ---------------- |
| 1.  | 26 de mayo de 2018       | Lyon            | Tierra batida | Matwé Middelkoop | Nick Kyrgios Jack Sock          | 5-7, 6-2, [9-11] |
| 2.  | 21 de julio de 2018      | Umag            | Tierra batida | Jiří Veselý      | Robin Haase Matwé Middelkoop    | 4-6, 4-6         |
| 3.  | 23 de septiembre de 2018 | San Petersburgo | Dura (i)      | Matwé Middelkoop | Matteo Berrettini Fabio Fognini | 6-7(6), 6-7(4)   |
| 4.  | 31 de julio de 2021      | Kitzbühel       | Tierra batida | Matwé Middelkoop | Alexander Erler Lucas Miedler   | 5-7, 6-7(5)      |

## ATP Challenger Tour (0 + 2)

### Dobles
| N.º | Fecha      | Torneo                | Superficie | Pareja            | Oponentes en la final        | Resultado |
| --- | ---------- | --------------------- | ---------- | ----------------- | ---------------------------- | --------- |
| 1.  | 14.06.2014 | Challenger de Praga   | Tierra     | Jiří Veselý       | Hsin-han Lee Ze Zhang        | 6-1, 6-3  |
| 2.  | 03.08.2014 | Challenger de Liberec | Tierra     | Jaroslav Pospíšil | Ruben Gonzales Sean Thornley | 6-4, 6-3  |